# 中村誠治郎
中村 誠治郎（なかむら せいじろう、1980年4月5日 - ）は福岡県出身の俳優、殺陣師。身長179cm。血液型はAB型。

## 来歴・人物
- JAC出身。
- 趣味はギター。
- 特技は野球、空手、ブレイクダンス、アクション、ルービックキューブ。
- ブレイクダンスに関しては若手の頃に技を勉強し、習得しただけであり特技ではないと否定している。
- 根本正勝とのユニット「Ash」で、アーティストとしても活動。作詞・作曲・ギター・ボーカル。
- 劇中で魅せる華麗なアクションや殺陣に定評があり、自ら殺陣指導も行うほどの実力を備える。
- 2013年2月28日株式会社bambooとの契約満了に伴い、同年3月1日より株式会社キティ内いずみ企画に所属。
- 2016年8月31日株式会社キティとの契約満了に伴い、同年11月7日より株式会社トキエンタテインメントに所属。
- 映画「昭和最強高校伝 國士参上!!」（ヤッチンVS李のタイマン勝負）が第5回ジャパンアクションアワード『ベストアクションシーン賞』最優秀賞を受賞[1]。
- 2019年4月30日株式会社トキエンタテインメントを退所。同年5月1日よりフリーで活動。
- 2021年12月6日新田健太、椎名鯛造、川隅美慎と殺陣ユニット『HoriZonE（ホライゾーン）』結成[2]。

## 出演

### 映画
- 新・影の軍団 最終章 - 安土竹成 役
- 猿飛佐助II 〜闇の軍団〜 - 弥八 役
- 大日本人 - ウルトラ警備隊 役
- 夏休みのような1ヵ月（2008年11月）
- スラッカーズ （2009年5月） - 斉藤京介 役[3]
- ショートフィルム [窓ノ外ノ世界]（2009年7月） - 庚申塚淳 役（主演）
- 第2写真部（2009年7月） - 中谷耕作（コウサク） 役
- ゲーム★アクション（2009年9月） - オーガ 役
- 青春ディスカバリーフィルムVol.1 短編映画「23時59分59秒」（2015年2月） - 小林優一 役
- 血まみれスケバンチェーンソー（2016年2月）
- U-31（完成披露上映イベント:2016年5月22日、東京・6月4日、大阪/劇場公開:2016年夏） - 成田剛士 役　※挿入歌：「vision」
- 昭和最強高校伝 國士参上!!（2016年8月） - 李烈 役
- Messiah メサイア 外伝 -極夜 Polar night-（2017年6月） - 諏訪部不比人 役
- えんむすび（2017年） - 桐谷マサオ 役
- 維新烈風 天狗判官（2018年2月） - 御嶽坊 役[4]
- ONLY SILVER FISH - WATER TANK OF MARY'S ROOM（2018年11月） - 銀コインの男 役[5]
- 映画「TOKYO24」（2019年10月） - 田嶋彰浩 役[6]

### テレビドラマ
- はみだし刑事情熱系（2004年、テレビ朝日）
- アストロ球団（2005年、テレビ朝日）
- 赤い奇跡（2006年、TBS）
- CAとお呼びっ!（2006年、日本テレビ）
- らんぼう（2007年、日本テレビ
- 執事喫茶にお帰りなさいませ（2009年、MBS）
- ハイスクール歌劇団☆男組（2012年、CBC）
- 忘れないで夢を〜漫画家やなせたかしと妻・暢（のぶ）〜（2013年、NHK BSプレミアム）
- 女医・倉石祥子 〜死の研究室〜（2013年、フジテレビ）
- ドラマ「夜カフェ」（2016年、TOKYO MX2(093ch)） - アツシ 役（主演）
- 號哭のカタストロフ（2018年、TOKYO MX） - 霧雨 役[7]※主題歌：「SURVIVOR」

### ネットドラマ
- たからもの（2005年） - ナオキ 役
- 歌で逢いましょう♪（2006年）
- 恋する血液型 シーズン2（2009年） - カズマ 役
- 愛車探偵は貴方のクルマの天使になれるか!? - 山下達郎 役
- 『ステイ・ホーマー』(2020年） - もう30歳 役

### テレビ番組
- やぐちひとり（2006年）
- 戦国鍋TV 〜なんとなく歴史が学べる映像〜（2010年 - 2011年、独立U局）

### CM
- サミー/CRガッチャマン - ガッチャマン/大鷲のケン 役
- ふわりぃ ランドセル - 王子様 役
- ビクター「アームレスヘッドフォン」（2005年12月）
- ブレイブ フロンティア「ヴァルガスVSミフネ対決編」（2015年8月）- ミフネ 役
- HOTEL SAMURAI WONDERLAND Promotion Movie #1 SAMURAI Ver.（2017年10月）
- 亀田製菓「今日のラッキーせんべいシリーズ」（2018年2月）- ぽたぽた焼 役
- ローソン「からあげクン」（2018年7月）
- ロマンシング サガ リ・ユニバース 4.5周年記念 TVCM「再生の絆」篇（2023年6月）- 黒服 役、アクション監督

### ラジオ
- ゴールデンラジAsh（2012年10月26日 - ）

### 舞台
2005年
- 昇龍演舞 - 洪煕官役（主演）

2006年
- アタックNo.5 - 西園寺星也 役

2007年
- Z団第6回公演　「ハナレウシ」（5月） - 山懸狂介 役
- 少年陰陽 ＜歌絵巻＞ ―この少年、晴明の後継につき―師 - 神楽甲陣役

2008年
- ネオロマンス♥ステージ 遙かなる時空の中で 舞一夜 - 森村天真 役
- 30-DELUX『ファミリア』 - 碇凄磨 役

2009年
- ネオロマンス♥ステージ 遙かなる時空の中で 朧草紙 - 森村天真 役
- メモリーズ4 - 秋吉孝 役
- 心霊探偵八雲〜魂のささやき〜 - 斉藤八雲 役（主演）
- ROMEO-午前0時の訪問者-（9月30日 - 10月6日） - ロミオ 役(主演）
- abc★青山ボーイズキャバレー - 近松勘四郎 役
- 魔界転生（12月2日 - 6日） - 天草四郎 役

2010年
- しゅうくりー夢vol.48　「異説 卒塔婆丸綺談」（1月 - 2月） - とら 役(主演）、殺陣・アクション
- GARNET OPERA - 織田信長 役（主演）
- Z団第8回公演「リバースヒストリカ」（5月） - 松浦/秀吉 役
- 新宿ミッドナイトベイビー2010 - マサル 役
- abc★赤坂ボーイズキャバレー 〜心ごと脱げ！〜（8月18日 - 9月5日） - 北寄崎強 役
- 薄桜鬼 新選組炎舞録（10月1日 - 17日） - 永倉新八 役
- 心霊探偵八雲〜魂をつなぐもの〜 - 斉藤八雲 役（主演）

2011年
- 深説・八犬伝 村雨恋奇譚 - 犬川荘助 役
- saigoノbansan - 北山悠斗 役
- らん―2011New version!!― - 正太郎 役
- abc★赤坂ボーイズキャバレー 〜2回表!〜―喝!＆勝つ!― - 北寄崎 強 役
- 舞台「戦国BASARA3」（10月14日 - 16日、大阪:シアターBRAVA!/10月23日 - 30日、東京:シアターGロッソ） - 石田三成 役
- 念友・本能寺 - 明智光秀 役（主演）

2012年
- RE-INCARNATION - 趙雲・子龍 役
- 舞台　銀河英雄伝説第二章自由惑星同盟篇 - イワン・コーネフ 役
- 舞台「戦国BASARA2」 - 石田三成 役
- 舞台　銀河英雄伝説撃墜王篇（8月3日 - 12日） - イワン・コーネフ 役
- ハイスクール歌劇団☆男組 - 松原英次 役
- 舞台「戦国BASARA3瀬戸内響嵐」 - 石田三成 役
- 劇団ヘロヘロQカムパニー第27回公演「獄門島」 - 鵜飼章三 役
- 朗読劇「しっぽのなかまたち」 - カンチ/クッキー 役

2013年
- ダブルブッキング! - 柏木幸太郎 役（主演）
- 熱帯男子 - 政宗 役
- 舞台　銀河英雄伝説第三章内乱 - イワン・コーネフ 役
- 舞台「戦国BASARA3宴」 - 石田三成 役
- 舞台「戦国BASARA3 宴弐 -凶王誕生×深淵の宴-」 - 石田三成 役
- タンブリングvol.4 - 祝日出雄 役
- RE-INCARNATION（再演） - 趙雲・子龍 役
- RE-INCARNATION RE-BIRTH - 趙雲・子龍 役

2014年
- 舞台『華アワセ』〜 based on 『華アワセ 蛟編』 〜（1月21日 - 26日、天王洲銀河劇場） - いろは 役
- 舞台銀河英雄伝説 第四章 後篇 激突（2月12日 - 3月2日、青山劇場） - イワン・コーネフ 役
- 舞台「戦国BASARA3 -咎狂わし絆-」（4月25日 - 5月6日、東京:EX THEATER ROPPONGI/5月10日 - 11日、愛知:中日劇場/5月15日 - 18日、大阪:シアターBRAVA!） - 石田三成 役
- 舞台『江戸のえじそん』（7月11日 - 21日、あうるすぽっと） - 平賀銭内 役（主演）、殺陣指導
- 舞台『K』（8月6日 - 10日、六本木ブルーシアター） - 周防尊 役
- 「ジーザス・クライスト・レディオ・スター」 〜俺が彼女<やつ>を救う!!〜（8月13日 - 17日、全労済ホール スペース・ゼロ） - 鳥谷翼 役
- 舞台『虹のプレリュード』（10月2日 - 5日、天王洲銀河劇場） - フレデリック・フランソワ・ショパン 役
- 舞台「戦国BASARA4」（10月31日 - 11月9日、東京:東京ドームシティホール/11月22日 - 24日、福岡:キャナルシティ劇場/11月27日 - 30日、大阪:森ノ宮ピロティホール/12月5日 - 7日、愛知:中日劇場） - 石田三成 役
- 舞台「HYSTERIC6」（12月2日 - 7日、CBGKシブゲキ） - トウマ 役 ※映像出演、3日のみ本人登場
- RE-INCARNATION RE-VIVAL（12月19日 - 29日、全労済ホール スペース・ゼロ） - 趙雲・子龍 役

2015年
- RE-INCARNATION RE-VIVAL（1月10日 - 11日、サンケイホールブリーゼ） - 趙雲・子龍 役
- 舞台『最後のサムライ』（3月4日 - 15日、天王洲銀河劇場） - 川島億次郎 役
- 舞台銀河英雄伝説 特別公演 星々の軌跡（6月10日 - 21日、六本木ブルーシアター） - イワン・コーネフ 役
- Little Fandango（7月8日 - 12日、あうるすぽっと） - パッド・ギャレット 役
- BIOHAZARD THE STAGE（10月22日 - 11月1日、EX THEATER ROPPONGI） - クリス・レッドフィールド 役
- DisGOONie Presents Vol.1 舞台「From Chester Copperpot」 Cornelia - ノア 役

2016年
- RE-INCARNATION RE-SOLVE - 趙雲・子龍 役 ※1月16日ゲスト出演
- 「終わりのセラフ」The Musical（2月4日 - 11日、AiiA 2.5 Theater Tokyo） - フェリド・バートリー 役
- 舞台『闇狩人』 - 森野慎二/犬飼 役
- 若様組まいる（8月7日 - 14日、天王洲銀河劇場） - 有馬将勝 役 [8]、アクション指導
- 戦国御伽絵巻「ソロリ」〜妖刀村正の巻〜（11月2日 - 6日、シアターサンモール） - 高丸 役（主演）
- 舞台「カフェ・パラダイス」（11月23日 - 27日、銀座博品館劇場） - 松原篤史 役（主演）
- eighty seasons and endless「ENDorphin」（12月23日、全労済ホール スペース・ゼロ） - ゲスト出演

2017年
- ミュージカル「しゃばけ」（1月19日 - 29日、紀伊國屋サザンシアター） - 仁吉 役
- 舞台「真・三國無双」（2月11日 - 19日、全労済ホール スペース・ゼロ） - 呂布 役
- 30-DELUX SQUARE ENIX Special Theater「ロマンシング サガ THE STAGE 〜ロアーヌが燃える日〜」（4月 - 5月、サンシャイン劇場/サンケイホールブリーゼ/愛知県芸術劇場大ホール/久留米シティプラザ・ザ・グランドホール） - ミカエル・アウスバッハ・フォン・ロアーヌ 役[9]
- DisGOONie Presents Vol.4 舞台「From Three Sons of Mama Fratelli」（6月9日 - 18日、東京:Zeppブルーシアター六本木/6月30日 - 7月2日、大阪:梅田芸術劇場シアター・ドラマシティ） GOOD-BYE-JOURNEY - ジルドレ 役
- 舞台「煉獄に笑う」（8月24日 - 9月3日、東京:サンシャイン劇場/9月8日 - 10日、大阪:森ノ宮ピロティホール） - 島左近 役[10]

2018年
- 舞台「ONLY SILVER FISH」（1月6日 - 17日、紀伊國屋ホール） - ケビン 役[11]
- マッスルミュージカル2018（2月18日、なかのZERO 大ホール） - 勇者 役（W主演）
- 舞台「熱帯男子」（3月2日、全労済ホール スペース・ゼロ） - ゲスト出演
- ミュージカル「しゃばけ」参〜ねこのばば〜（4月28日 - 5月7日、東京:シアターサンモール/5月19日 - 20日、大阪:大阪ビジネスパーク円形ホール） - 仁吉 役[12]
- 少年社中「MAPS」（5月31日 - 6月12日、東京:紀伊國屋ホール/6月22日 - 24日、大阪:ABCホール） - 永遠なる怖れ インフィニティアフリード 役[13]
- SaGa THE STAGE ～七英雄の帰還～（9月21日、埼玉:戸田市文化会館/10月2日 - 8日、東京:シアター1010/10月17日 - 21日、大阪:サンケイホールブリーゼ） - ワグナス 役、アクション監督、殺陣指導[14]
- 舞台「遙かなる時空の中で3」（12月6日 - 10日、東京:紀伊國屋サザンシアター TAKASHIMAYA/12月14日 - 16日、大阪:サンケイホールブリーゼ） - 平知盛 役[15]
- RE-INCARNATION RE-COLLECT（12月20日 - 27日、全労済ホール スペース・ゼロ） - 趙雲・子龍 役[16]

2019年
- 銀岩塩『神ノ牙-JINGA-転生』～消えるのは俺じゃない、世界だ。～（1月5日 - 14日、銀河劇場） - フギ 役[17]
- SORAは青い（2月6日 - 10日、銀座博品館劇場） - ウルジ/漆間 役、殺陣指導[18]
- ミュージカル ふたり阿国（3月29日 - 4月15日、明治座） - 三九郎 役[19]
- 西遊記〜千変万化〜（4月25日 - 5月5日、俳優座劇場） - 顕聖二郎真君 役
- 誰ガ為のアルケミスト 舞台版『聖石の追憶』（6月26日 - 30日、銀座博品館劇場）- ザイン 役、アクション指導[20]
- DisGOONie Presents Vol.6 舞台「PANDORA」（7月11日 - 17日、こくみん共済 coopホール スペース・ゼロ）- ソーリー・ブレグマン 役[21]
- 「今、僕は六本木の交差点に立つ」（9月4日 - 8日、天王洲銀河劇場） - 稲本ふとし 役（主演）[22]
- 誰ガ為のアルケミスト 舞台版『聖石の追憶 - 闇ヲ見つめる者 -』（9月26日 - 29日、銀座博品館劇場）- ザイン 役、殺陣振付[23]
- LIVEミュージカル演劇「チャージマン研!」（10月31日 - 11月6日、新宿FACE）- チャージマン研 役、殺陣[24]
- イケメン戦国THE STAGE 番外編～はじまりの物語～（12月26日 - 30日、銀座博品館劇場）- 顕如 役（主演）[25]

2020年
- DisGOONie Presents Vol.8 舞台「DECADANCE」ー太陽の子ー（1月24日 - 2月1日、東京:EX THEATER ROPPONGI/2月8日 - 9日、大阪:森ノ宮ピロティホール）- カヤル 役[26]
- 『舞台版 誰ガ為のアルケミスト』～聖ガ剣、十ノ戒～（3月13日 - 22日、新宿FACE 全9回生配信）- ザイン 役 ※声の出演[27]
- ミュージカル『刀剣乱舞』〜静かの海のパライソ〜（3月21日 - 29日、東京:天王洲銀河劇場/4月4日 - 18日、兵庫:AiiA 2.5 Theater Kobe/4月24日 - 26日、熊本:市民会館シアーズホーム夢ホール/5月3日 - 6日、宮城:仙台サンプラザホール/5月15日 - 31日、東京凱旋:天王洲銀河劇場）- 山田右衛門作 役 ※感染症の影響により一部公演中止[28]
- 舞台「遙かなる時空の中で3 再縁」（6月4日 - 14日、東京:サンシャイン劇場/6月20日 - 21日、大阪:メルパルクホール）- 平知盛 役※感染症の影響により公演中止[29]
- 舞台「蟻地獄」（7月22日 - 28日、シアターサンモール）- カシワギ 役※感染症の影響により公演中止[30]
- 舞台「真・三國無双～赤壁の戦いIF～」（8月20日 - 24日、日本青年館ホール）- 劉備 役[31]
- イケメン戦国 THE STAGE 明智光秀編（9月4日 - 9日、EX THEATER ROPPONGI）- 顕如 役、殺陣補助[32]
- 『舞台版 誰ガ為のアルケミスト』～宛名ノナイ光～（10月7日 - 11日、全5公演VR&2D無観客LIVE配信）- ザイン 役（主演）、殺陣振付[33]
- LIVEミュージカル演劇「チャージマン研!」R-2（10月12日19:00,14日19:00,16日19:00、新宿FACE）- お休み研 役 ※ゲスト出演、殺陣[34]
- 5 Guys Shakespeare Act1:[HAMLET]（11月19日 - 23日、品川プリンスホテル ステラボール）- クローディアス/他 役、殺陣指導[35]
- 「知り難きこと陰の如く、動くこと雷霆の如し。」（12月26日13:00/18:30、こくみん共済 coopホール スペース・ゼロ）- カール/チャップリン 役※ゲスト出演[36]

2021年
- 舞台「遙かなる時空の中で3 十六夜記」（1月22日 - 31日、東京:サンシャイン劇場/2月6日 - 7日、大阪:メルパルクホール）- 平知盛/銀 役※感染症の影響により大阪公演中止[37]
- ナイスコンプレックスN31『キスより素敵な手を繋ごう』（2月20日 - 28日、あうるすぽっと）- 倉持裕樹 役（主演）[38]
- ひとりしばい 「THE LOVE」（3月31日、Zoom配信）- "秋"[39]
- 100 seasons AND ENDLESS『swallow period』（5月1日 - 4日、日経ホール）※感染症の影響により公演中止
- ロックミュージカル『MARS RED』（6月24日 - 7月1日、天王洲銀河劇場）- 前田義信 役[40]
- 『5 years after』ver.6（7月6日 - 11日、赤坂レッドシアター）- 水川啓人/他 役[41]
- 饗宴｢ONLY SILVER FISH｣（7月14日 - 25日、RESTAURANT BAR DisGOONieS）- ケビン 役 （Wキャスト）
- イケメン戦国 THE STAGE 〜連合軍VS“戦乱の亡者”雑賀孫一編〜（8月19日 - 23日、ヒューリックホール東京）- 顕如 役 ※感染症の影響により公演中止
- ミュージカル『刀剣乱舞』〜静かの海のパライソ〜（9月27日 - 10月3日、東京:TOKYO DOME CITY HALL/10月15日 - 16日、福岡:北九州ソレイユホール/10月22日 - 24日、大阪:梅田芸術劇場 メインホール/10月30日 - 11月7日、東京凱旋:TOKYO DOME CITY HALL/11月20日 - 25日、宮城:多賀城市民会館 大ホール）- 山田右衛門作 役[42]
- 舞台「Wizards Storia -initium-」（12月2日 - 5日、六行会ホール）- ムーア 役、殺陣振付[43]

2022年
- ドラマティック・レビュー「うたかたのオペラ」（1月13日 - 23日、六行会ホール）- ドクトル・ケスラー＝アマカス 役[44]
- 舞台版『誰ガ為のアルケミスト』-Last Blue 漆黒から、君ニ-（2月20日 - 27日、新宿FACE）- ザイン 役、殺陣振付[45]
- ライブ『平義隆 with やつら』（3月19日、南青山MANDALA）- ※朗読ゲスト出演
- 舞台「無人島に生きる十六人」（4月15日 - 24日、こくみん共済 coopホール スペース・ゼロ）- 中川倉吉 役[46]
- ナイスコンプレックスN35『キスより素敵な手を繋ごう』（6月15日 - 19日、東京:シアターサンモール/6月26日、福岡:北九州芸術劇場 中劇場）- 倉持裕樹 役（主演）[47]
- 『ワールドトリガー the Stage』大規模侵攻編（8月5日 - 14日、東京:品川プリンスホテル ステラボール/8月19日 - 21日、京都:京都劇場）- ハイレイン 役 ※感染症の影響により一部公演中止[48]
- ライブ・スペクタクル『NARUTO-ナルト-』〜忍界大戦、開戦〜（9月17日 - 25日、東京:天王洲銀河劇場/10月1日 - 10日、兵庫:神戸文化ホール 中ホール/10月15日 - 22日、東京凱旋:天王洲銀河劇場）- うちはマダラ 役 ※感染症の影響により一部公演中止[49]
- イケメン戦国 THE STAGE 〜猿飛佐助編〜（11月12日 - 15日、渋谷区文化総合センター大和田さくらホール）- 顕如 役、殺陣[50]
- 舞台「Wizards Storia -cadere-」（12月22日 - 26日、埼玉県 羽生市産業文化ホール 小ホール）- ムーア 役、殺陣振付[51]

2023年
- 30-DELUX×KoRocK 『スペースウォーズ2023 feat.BOYS AND MEN』（1月15日,21日、新国立劇場 小劇場）- 軽石適当 役 ※ゲスト出演[52]
- 舞台「咎人の刻印-ブラッドレッド・コンチェルト-」（2月16日 - 26日、紀伊國屋ホール）- 時任 役、殺陣[53]
- 舞台「カストルとポルックス」（3月24日 - 4月2日、品川プリンスホテル ステラボール）- 鷺沼 役[54]
- 舞台「遙かなる時空の中で3 Ultimate」（4月23日 - 30日、こくみん共済 coopホール スペース・ゼロ）- 平知盛/銀 役[55]
- Tie LOVE×DisGOONie『もういいよ～We tied an endless love～』（5月19日,20日、RESTAURANT BAR DisGOONieS）- 百 役
- LEGEND STAGE PRODUCE「夕-ゆう-」（6月30日 - 7月9日、シアターサンモール）- 相川欣弥 役[56]
- 「トレンディは突然に」（7月18日、シアターサンモール）- ゲスト出演[57]
- 2.5次元ダンスライブALIVESTAGE Episode 8「太極伝奇の、舞台裏」（7月29日 - 8月7日、なかのZERO 大ホール）- 瀬谷太一 役
- ライブ・スペクタクル『NARUTO-ナルト-』～忍の生きる道～（10月8日 - 11日、神奈川:KAAT 神奈川芸術劇場＜ホール＞/10月18日 - 22日、兵庫:AiiA 2.5 Theater Kobe/10月28日 - 11月5日、東京:TOKYO DOME CITY HALL）- うちはマダラ 役[58]
- 歌劇『桜蘭高校ホスト部』Fine（12月2日 - 10日、天王洲銀河劇場）- 須王譲 役[59]
- Live-Musical-Stage『チャージマン研！』2023（12月23日 - 31日、新宿FACE）- チャージマン研（泉研）/泉博 役、殺陣[60]

2024年
- 舞台「咎人の刻印-レミニセンス-」（1月18日 - 28日、紀伊國屋ホール）- 時任 役、殺陣[61]
- SaGa THE STAGE ～再生の絆～（2月22日 - 25日、東京:サンシャイン劇場/2月29日 - 3月3日、大阪:サンケイホールブリーゼ）- ワグナス/ゼノン・アウスバッハ 役、アクション監督、殺陣指導[62]
- 舞台「ヴィンランド・サガ」〜海の果ての果て 篇〜・〜英雄復活 篇〜（4月19日 - 29日、こくみん共済 coopホール スペース・ゼロ） - トールズ 役[63]
- ナイスコンプレックスN36 市街発イマーシブ演劇「どつぼ」～阿佐ヶ谷編～（5月4日18:00、阿佐ヶ谷アルシェ）- ゲスト出演
- NAPPOS PRODUCE 舞台「湯を沸かすほどの熱い愛」（5月18日 - 26日、東京:サンシャイン劇場/6月1日 - 2日、大阪:サンケイホールブリーゼ）- 幸野一浩 役（Wキャスト）[64]
- 東映ムビ×ステ 舞台「邪魚隊 / ジャッコタイ」（8月9日 - 25日、東京:サンシャイン劇場/8月30日 - 9月1日、大阪:サンケイホールブリーゼ/9月4日、愛知:一宮市民会館/9月7日 - 8日、石川:石川県立音楽堂 邦楽ホール）- ヒイロ 役[65]
- 戦国妖狐 THE STAGE 世直し姉弟編（9月27日 - 10月4日、シアター1010）- 雷堂斬蔵 役、殺陣[66]
- 『ワールドトリガー the Stage』ガロプラ迎撃編（10月25日 - 11月4日、東京:シアターH/11月9日 - 10日、福岡:キャナルシティ劇場/11月15日 - 17日、大阪:COOL JAPAN PARK OSAKA WWホール/11月22日 - 24日、東京凱旋:天王洲銀河劇場）- ハイレイン 役 ※声の出演、殺陣協力[67]
- 朗読劇『文豪LETTERS』（12月27日、ドームホール（北とぴあ6F））- A（夏目漱石、塚本文、萩原朔太郎、菊池寛 ほか）役 [68]

2025年
- 舞台『もしも彼女が関ヶ原を戦ったら』（2月16日 - 24日、IMM THEATER）- 岡本由伸 役[69]
- ミュージカル『ZIPANGU～遥かなる路～』（4月9日 - 19日、銀座博品館劇場）- 鬼熊道士 役、殺陣協力
- DisGOONie Presents Vol.15 舞台『恋ひ付喪神ひら』（6月6日 - 15日、シアターH）- 柳生宗厳 役[70][71]
- THE☆JACABAL'S 舞台「鬼ノ光」（7月17日 - 20日、あうるすぽっと）- 花弥丸 役（W主演）[72]
- 「トレンディは突然に2025 夏」（8月27日 - 9月1日、CBGKシブゲキ!!）- 金井ハル 役

2026年
- HoriZonE主催舞台（11月20日 - 29日、こくみん共済 coopホール スペース・ゼロ）

### PV
- Aqua Timez「千の夜をこえて」

### ゲーム
- 遙かなる時空の中で4 - エイカ役

### 音楽CD
- 遙かなる時空の中で4 〜星影の詩〜 - エイカ役

### その他
- フォトブック『Wizards Storia vol.2』 - ムーア 役

## 振付・指導
※出演を含むものは出演のセクションに記載
- 「四谷怪談」（2017年12月21日 - 28日、全労済ホール スペース・ゼロ）- ルービックキューブ指導
- 舞台『勇者セイヤンの物語(仮)』（2019年10月24日 - 28日、シアター1010）- 殺陣指導[73]
- TVCM「ロマンシング サガ リ・ユニバース」『ロマサガ学園篇』（2021年11月）- アクション指導
- 舞台「BASARA」（2022年1月13日 - 23日、シアターサンモール）- アクション[74]
- ロマンシング サガ リ・ユニバース 4周年 TVCM「ミンサガ祭」篇（2022年11月） - アクション監督

## HoriZonE
俳優・中村誠治郎、新田健太、椎名鯛造、川隅美慎の4人による殺陣ユニット。

『HoriZonE(ホライゾーン)』は「horizon」と「zone」を掛け合わせた造語。西田大輔が命名。

全員プレイヤー。全員殺陣振付。殺陣のイベント(即興殺陣など)や、ワークショップの開催。夢は殺陣の猛者達との共闘舞台を創ること。

2025年7月12日のソクタテvol.5にて、2026年11月の主催舞台決定が発表された。

### イベント
- 2022/3/5：HoriZonE presents『ソクタテ』（RESTAURANT BAR DisGOONieS）
- 2022/12/31：HoriZonE Presents『ソクタテ vol.2』〜年越しスペシャル〜（ミクサライブ東京 Theater Mixa）
- 2023/11/11：HoriZonE presents『ソクタテ vol.3』（玉川区民会館 玉川せせらぎホール）
- 2024/11/17：HoriZonE Presents『ソクタテ vol.4』（DDD青山クロスシアター）
- 2025/7/12：HoriZonE presents『ソクタテ vol.5』（DDD青山クロスシアター）

## 音楽活動

### CD（Ash）
- 2009/8/12発売 『WithYou』（CD&DVD）
- 2009/11/6発売 1st Mini Album『01 White』
- 2010/10/20発売 2nd Album『UNBREAKABLE』
- 2011/11/14発売 3rd Album『not easy』
- 2012/9/28発売 4th Album『PRECIOUS』
- 2013/10/11発売 5th Album『spider』
- 2015/7/7発売 6th Full Album『W』
- 2019/4/3発売 『光と影』※舞台「HOPELESS」テーマソング

### ライブ（Ash）
- 2009/12/11：1stLive『01White〜冷やし中華始め…いや、ライブ始めました!〜』（Shibuya asia P）
- 2010/4/9：2ndLive『Sprash!!』（SHIBUYA Glad(旧 Shibuya asia P)）
- 2010/6/11：3rdLive『W-Growth-』（原宿アストロホール）
- 2010/11/6：4thLive『UNBREAKABLE』（原宿アストロホール）
- 2011/4/23：Ash LIVE TOUR『ADVANCE』（原宿アストロホール）
- 2011/6/17：Ash LIVE TOUR『ADVANCE』（ライブハウスSUNHALL）
- 2011/6/18：Ash LIVE TOUR『ADVANCE』（ライブハウス OYS）
- 2011/6/25：Ash LIVE TOUR『ADVANCE』（原宿アストロホール）
- 2012/1/7：Live『NEO』（SHIBUYA Glad）
- 2012/2/26：Live『Gift〜12日遅れのバレンタイン〜』（SHIBUYA Milkyway）
- 2012/6/23：Live『Sign』（SHIBUYA Glad）
- 2012/12/29：Live『The end of the year 2012』（Shibuya asia）
- 2013/6/8：Ash LIVE TOUR『W/E are Ash』（恵比寿club aim）
- 2013/6/15：Ash LIVE TOUR『W/E are Ash』（LIVE SQUARE 2nd LINE）
- 2013/6/29：Ash LIVE TOUR『W/E are Ash』（Mt.RAINIER HALL）
- 2013/12/31：Kitty Presents COUNTDOWN2013-2014-「kittyでないと!／Limiter」- 2部：Ash レコ発ONEMAN『Spider -Limiter-』（川崎club CITTA'）
- 2014/9/13：Ash Live Tour 2014 〜Rise〜（渋谷TSUTAYA O-Crest）15:00 / 19:00
- 2014/9/15：Ash Live Tour 2014 〜Rise〜（福島Out Line）16:00
- 2014/9/20：Ash Live Tour 2014 〜Rise〜（名古屋APOLLO BASE）17:00
- 2014/9/21：Ash Live Tour 2014 〜Rise〜（大阪ROCKTOWN）15:00 / 18:30
- 2014/9/23：Ash Live Tour 2014 〜Rise〜（福岡Queblick）14:30
- 2014/9/27：Ash Live Tour 2014 〜Rise〜（渋谷TSUTAYA O-WEST）18:00
- 2015/8/8：Ash Live Tour 2015 〜W〜（千葉LOOK）15:00 / 18:30
- 2015/8/9：Ash Live Tour 2015 〜W〜（郡山CLUB#9）15:00 / 18:30 根本正勝 凱旋トークライブ
- 2015/8/15：Ash Live Tour 2015 〜W〜（横浜BAYSIS）15:00 / 18:30
- 2015/8/22：Ash Live Tour 2015 〜W〜（梅田Shangri-La）15:00
- 2015/8/23：Ash Live Tour 2015 〜W〜（福岡DRUM SON）15:00 / 18:30 中村誠治郎 凱旋トークライブ
- 2015/8/29：Ash Live Tour 2015 〜W〜（渋谷CLUB QUATTRO）16:00
- 2015/12/29：Ash Live 〜The end of the year 2015〜（新宿FACE）17:00
- 2016/9/10：Ash Live Tour 2016『Astonish』（千葉LOOK）16:00
- 2016/9/11：Ash Live Tour 2016『Astonish』（横浜BAYSIS）15:00 / 18:30 AshトークイベントIN横浜
- 2016/9/17：Ash Live Tour 2016『Astonish』（心斎橋JANUS）16:00
- 2016/9/18：Ash Live Tour 2016『Astonish』（KYOTO MUSE）15:00 / 18:30 AshトークイベントIN京都
- 2016/9/24：Ash Live Tour 2016『Astonish』（Mt.RAINIER HALL SHIBUYA PLEASURE PLEASURE）15:00 Ash FINAL直前トークイベントIN東京 / 18:30
- 2016/9/25：Ash Live Tour 2016『Astonish』（Mt.RAINIER HALL SHIBUYA PLEASURE PLEASURE）14:00 / 18:30
- 2016/12/18：Ash Acoustic LIVE『12-twelve-』（ユーロライブ）14:00 / 18:00
- 2017/7/29：RSK presents.GROOVY ON（morph-tokyo）13:30 / 19:00 ※2部ゲスト出演
- 2017/12/31：Ashカウントダウンライブ『The end of the year 2017』（代官山SPEACE ODD）23:30
- 2018/7/11：Ash 10th Anniversary Live『HOME GROUND』（Mt.RAINIER HALL SHIBUYA PLEASURE PLEASURE）14:30 トークステージ / 18:30
- 2019/3/9：Ash Live 『epilogue』（代官山SPACE ODD）14:30 / 19:00
- 2024/12/1：Ash LIVE「Ash is back」（GT LIVE TOKYO）14:30 / 18:30
- 2025/8/2：Ash 17th ANNIVERSARY Acoustic LIVE「UNISON」（LIVE SPACE racine du noix）14:00 / 18:30
- 2025/8/3：Ash 17th ANNIVERSARY Acoustic LIVE「UNISON」（LIVE SPACE racine du noix）13:00 / 17:30『アフタートークショー』

### 楽曲提供
- 2021/3/3発売 植田圭輔 『身長』- 作曲